# 1514 az irodalomban

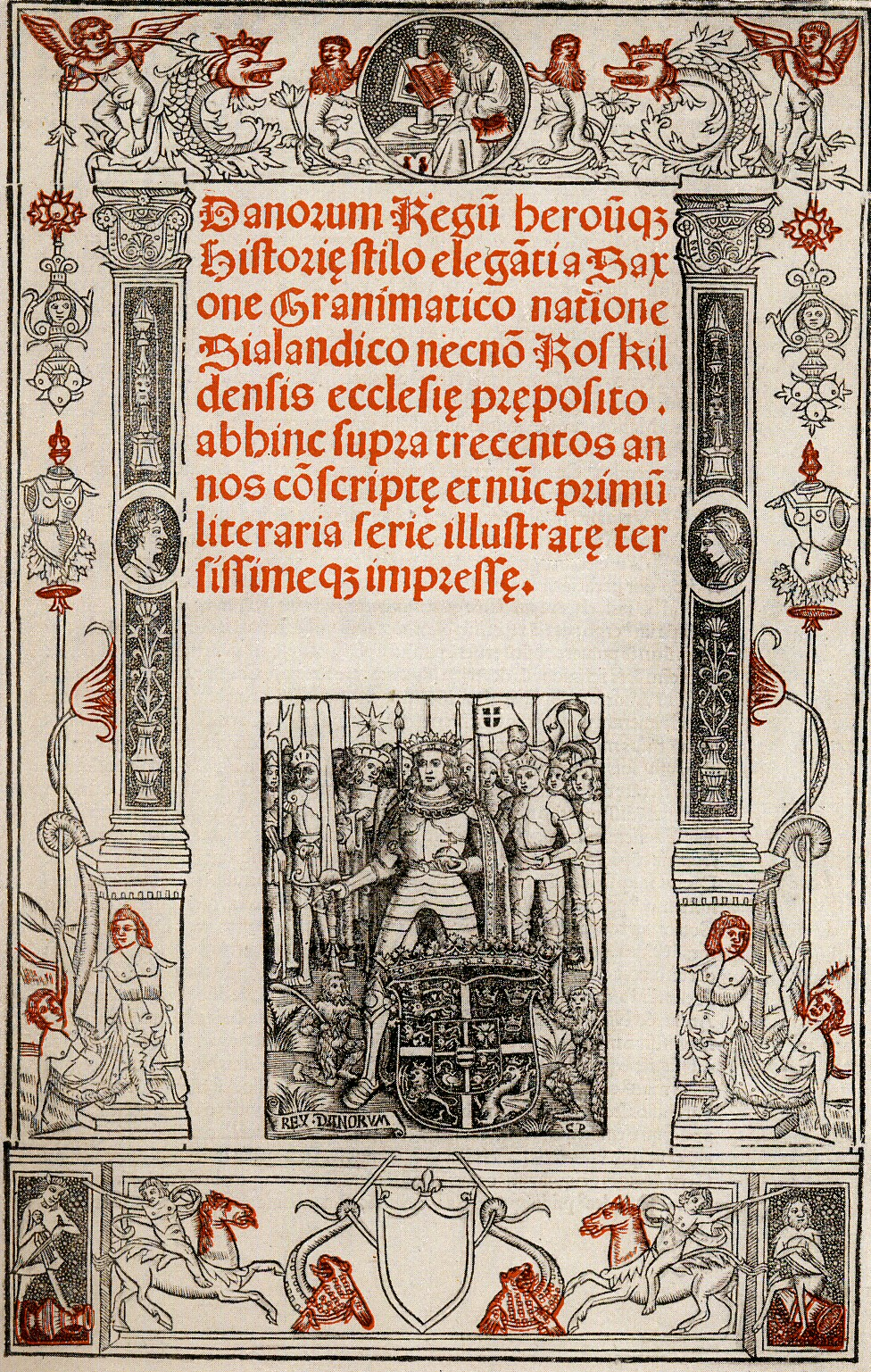
Gesta Danorum (címlap, 1514)

Az 1514. év az irodalomban.

## Események
- Először jelenik meg nyomtatásban Danorum Regum heroumque Historiae címen Saxo Grammaticus történetíró Dánia korai történelmét megörökítő krónikája, a Gesta Danorum (A dánok cselekedetei).
- Werbőczy István mecénásként segíti Janus Pannonius tíz elégiájának kiadását.[1]

## Születések
- október 31. – Wolfgang Lazius osztrák humanista tudós, történetíró, térképész, orvos († 1565)

## Halálozások
- november 28. – Hartmann Schedel német orvos, humanista, történetíró, kartográfus; a Nürnbergi Krónika, vagy Schedel kódex (Liber Chronicarum) szerzője (* 1440)